# FOAF
Cet article concerne le vocabulaire RDF. Pour la chanson des Foo Fighters, voir Friend of a Friend (chanson). Pour la chanson du groupe Yes, voir Drama (album).
FOAF (de l'anglais Friend of a friend, littéralement « l’ami d’un ami ») est une ontologie RDF permettant de décrire des personnes et les relations qu’elles entretiennent entre elles. Utilisée comme référence par plusieurs centaines d'autres vocabulaires, elle est un élément central du web sémantique.
Ce vocabulaire a été créé par Libby Miller et Dan Brickley en 2000, dans l'objectif initial de décrire sommairement les individus, les images qui les représentent, leurs relations amicales, de même que les groupes, projets et organisations auxquelles ils appartiennent. FOAF propose un cadre descriptif ouvert qui présente des analogies avec ce que proposent de nos jours les réseaux sociaux.

## Protocole WebID
Le protocole WebID, anciennement FOAF+SSL., est un protocole d'authentification décentralisé utilisant des documents FOAF comme conteneur d'informations de profil et le protocole TLS pour l'authentification. Il est en cours de standardisation par le W3C.

## Exemple
```
<rdf:RDF

  
xmlns:rdf=
"http://www.w3.org/1999/02/22-rdf-syntax-ns#"

  
xmlns:foaf=
"http://xmlns.com/foaf/0.1/"

  
xmlns:rdfs=
"http://www.w3.org/2000/01/rdf-schema#"
>

  
<foaf:Person>

    
<foaf:name>
Jimmy
 
Wales
</foaf:name>

    
<foaf:title>
Mr.
</foaf:title>

    
<foaf:givenName>
Jimmy
</foaf:givenName>

    
<foaf:familyName>
Wales
</foaf:familyName>

    
<foaf:mbox
 
rdf:resource=
"mailto:jwales@bomis.com"
/>

    
<foaf:homepage
 
rdf:resource=
"http://www.jimmywales.com/"
/>

    
<foaf:nick>
Jimbo
</foaf:nick>

    
<foaf:depiction
 
rdf:resource=
"http://www.jimmywales.com/aus_img_small.jpg"
/>

    
<foaf:interest>

      
<rdf:Description
 
rdf:about=
"http://www.wikimedia.org"
 
rdfs:label=
"Wikipedia"
/>

    
</foaf:interest>

    
<foaf:publications
 
rdf:resource=
"http://www.jimmywales.com/pubs/publications.rdf"
/>

    
<foaf:account>

     
<foaf:OnlineAccount>

      
<rdf:type
 
rdf:resource=
"http://xmlns.com/foaf/0.1/OnlineChatAccount"
/>

      
<foaf:accountServiceHomepage
 
rdf:resource=
"http://www.freenode.net/"
/>

      
<foaf:accountName>
jwales
</foaf:accountName>

    
</foaf:OnlineAccount>

    
</foaf:account>

    
<foaf:knows>

      
<foaf:Person>

        
<foaf:name>
Angela
 
Beesley
</foaf:name>
 
<!-- Wikimedia Board of Trustees -->

      
</foaf:Person>

    
</foaf:knows>

    
<foaf:knows>

      
<foaf:Person
 
rdf:about=
"http://jimmycricket.com/me"
>

        
<foaf:name>
Jimmy
 
Criket
</foaf:name>

      
</foaf:Person>

    
</foaf:knows>

  
</foaf:Person>

</rdf:RDF>

```